# 维扬经济开发区
维扬经济开发区位于中华人民共和国江苏省扬州市邗江区，前身是2001年成立的江阳工业园区，2006年升级为省级经济开发区，同时是邗江区下辖的一个类似乡级单位。

## 行政区划
在国家统计局网站上，下辖维扬经济开发区虚拟社区。
在开发区网站上，下辖4个社区，总人口5万人。